# Joseph Mostert
Joseph Mostert (* 26. Juli 1912 in Verviers; † 28. April 1967) war ein belgischer Mittelstreckenläufer, der sich auf die 1500-Meter-Distanz spezialisiert hatte.
1936 schied er bei den Olympischen Spielen in Berlin im Vorlauf aus, und 1938 gewann er Silber bei den Leichtathletik-Europameisterschaften in Paris.

## Persönliche Bestleistungen
- 1500 m: 3:50,0 min, 15. September 1938, Oslo
- 1 Meile: 4:10,4 min, 18. August 1939, Helsinki